# Шер, Яков Абрамович
Я́ков Абра́мович Шер (21 июня 1931, Чимкент — 17 апреля 2019, Балашиха) — советский и российский историк, археолог, доктор исторических наук, профессор, почётный работник высшего профессионального образования РФ; действительный член РАЕН; специалист в области первобытного искусства, применения математических методов в археологии.

## Биография
Родился 21 июня 1931 года в г. Чимкенте, окончил Киргизский государственный университет в 1953 году.
В 1953—1958 годах работал учителем, директором школы, служил в армии. Участвовал в археологических экспедициях А. Н. Бернштама и А. П. Окладникова.
В 1958 году поступил в аспирантуру Ленинградского отделения Института археологии АН СССР (ЛОИА). Научный руководитель — М. П. Грязнов. В годы учебы в аспирантуре Я. А. Шер участвовал в работе Байкальской, Красноярской экспедициях, занимался сбором материалов в Средней Азии. После окончания аспирантуры в 1961 году принят младшим научным сотрудником в ЛОИА АН СССР, где работал до 1973 года. В 1963 году защитил кандидатскую диссертацию «Каменные изваяния Семиречья» (издана отдельной книгой в 1966 году).
С 1975 году Я. А. Шер был принят научным сотрудником в Государственный Эрмитаж, занимался проблемой использования информационных технологий и формализованных методов в музейном деле. В Эрмитаже возглавлял сначала сектор, а затем отдел музейной информатики (1975—1985). В 1981 году в специализированном совете Института истории, филологии и философии СО АН СССР Я. А. Шер защитил докторскую диссертацию по наскальному искусству Средней и Центральной Азии.
В октябре 1985 года Я. А. Шер был принят на должность профессора кафедры археологии в Кемеровский государственный университет. В течение ряда лет до 1991 года руководил полевыми работами по созданию археологической карты западной Тувы. В 1997—2004 годах возглавлял Сибирскую ассоциацию исследователей первобытного искусства (САИПИ).
Я. А. Шер читал лекции в Брно, Будапеште, Стокгольме, Софии, трижды вел месячный семинар в Высшей школе социальных наук (Париж). Избран в состав Международного Совета музеев при ЮНЕСКО.

## Основные работы
Автор около 240 публикаций, в том числе 7 книг:
- Каменные изваяния Семиречья. — Л., 1966;
- Типологический метод в археологии и статистика // Доклады и сообщения археологов СССР / VII Международный конгресс доисториков и протоисториков. — М., 1966. — С. 253—266.
- Интуиция и логика в археологических исследованиях // Статистико-комбинаторные методы в археологии / Под общ. ред. Б. А. Колчина и Я. А. Шера. — М., 1970. — C. 8—25.
- Колчин Б. А., Шер Я. А. Абсолютное датирование в археологии Архивная копия от 8 января 2020 на Wayback Machine // Проблемы абсолютного датирования в археологии. — М.: Наука, 1972.
- Каменецкий И. С.,  Маршак Б. И., Шер Я. А. Анализ археологических источников: (возможности формализованного подхода). — М.: Наука, 1975. — 178 с.
  - 2-е изд.: М.: ИАРАН, 2013. — 182 с.
- Петроглифы Средней и Центральной Азии. — М.: Наука, 1980. — 328 с.;
- Documentation of Museums Collections. — London, 1985 (в соавт.);
- Мартынов А. И., Шер Я. А. Методы археологического исследования: Учеб. пособие для студентов вузов. — М.: Высшая школа, 1989. — 224 с.
  - Мартынов А. И., Шер Я. А. Методы археологического исследования. — М.: Высшая школа, 2002. — 240 с. — 6000 экз. — ISBN 5-06-004226-X.
- Répertoire des pétroglyphes d’Asie centrale. № 1: Sibérie du Sud 1: Oglakhty I—III (Russie, Khakassie). — Paris, 1994 (в соавт.).
- Первобытное искусство (проблемы происхождения). Кемерово, 1998 (в соавт.);
- Шер Я. А., Вишняцкий Л. Б., Бледнова Н. С. Происхождение знакового поведения. — М.: Научный мир, 2004. — 280, [16] с. — 500 экз. — ISBN 5-89176-251-X.
- Первобытное искусство / Я. А. Шер; при участии Н. С. Бледновой и С. В. Крюкова; ГОУ ВПО "Кемеровский государственный университет". — Кемерово: Кузбассвузиздат, 2006. — 352 с. — ISBN 5-202-00935-6.
  - Первобытное искусство / Кемеровский государственный университет. — Кемерово: Изд-во КемГУ, 2011. — 436 с. — ISBN 978-5-8353-1129-3.
- Археология изнутри: научно-популярные очерки / ГОУ ВПО «Кемеровский государственный университет». — Кемерово, 2009. — 222 с. (в соавт.).
- Возродится ли в России археологическое образование? // Санкт-Петербургский археологический ежегодник.— 2011. — № 1. — С. 574—589.
- Шер Я. А. Доистория искусства. Происхождение и начальная эволюция. — М.: ЯСК, 2017. — 232 с. — 300 экз. — ISBN 978-5-94457-291-2.